# 岡本耕平
岡本 耕平（おかもと こうへい、1955年7月7日 - ）は、日本の地理学者。専門は行動地理学。名古屋大学名誉教授。元名古屋大学大学院環境学研究科長。現在は、愛知大学教授。

## 経歴
島根県出雲市生まれ。1978年名古屋大学文学部卒、同博士課程修了。
河合塾講師のち、東洋大学講師、名古屋大学助手、助教授を経て、大学院環境学研究科教授。学位は地理学博士。退官後、2020年、愛知大学文学部教授に就任した。